# Web Directors Forum
特定非営利活動法人 Web Directors Forum （通称：WDF、ダブリュディーエフ）は、石川県を中心としたエリアでWeb制作者や、企業のWeb担当者に向けたセミナーを開催するNPO団体。
2009年に有志7人にて CSS Nite in ISHIKAWA 実行委員会を創設、2011年CSS Nite in ISHIKAWA 実行委員会を解散、有志2名で Web Directors Forum 実行委員会を立ち上げ6月11日に第一回セミナー「WDF Vol.1」を開催、参加者はおよそ100名、以後年に4回程度の定期開催および臨時開催でwebに関するセミナーを開催している。2013年4月26日特定非営利活動法人 Web Directors Forumとして法人化。2016年末時点でセミナー開催回数は33回になっている。
従来、web製作者向けセミナーは東京、大阪など大都市で開催されることが多かったことから、地元石川県でwebに関するセミナーを開催できれば地元の活性化につながると考えた有志らで活動を開始した。

## 基本理念と活動方針
特定非営利活動法人 Web Directors Forum（以下、WDF）の理念は『お金を払ってまで参加したい価値あるイベント』。 この理念のより具体的な説明として下記のテーマがある。
- 無料イベントは開催しない。
- 平日昼間に開催しない。
- イベント内容は必ず実行委員で企画する。
- 参加者の予定が立ちやすいように3ヶ月ごとの第2土曜日に開催する。

これらは、ネットで検索すると無料で情報は得られる現実の中で、参加者だけでなく登壇者・実行委員に『お金を払うだけの価値』を意識し、緊張感を持ったイベントの開催を目的としている。

## 沿革
- 2009年 6月 1日	有志 7 名で CSS Nite in ISHIKAWA 実行委員会を組織
- 2009年10月24日	CSS Nite in ISHIKAWA, Vol.1 開催（参加者 100名）
- 2010年 6月19日	CSS Nite in ISHIKAWA, Vol.1.5 開催（参加者 90名）
- 2010年 8月28日	CSS Nite in ISHIKAWA, Vol.2 開催（参加者 70名）
- 2011年 6月 1日	CSS Nite in ISHIKAWA実行委員会を解散 2名で Web Directors Forum実行委員会を立ち上げ
- 2011年 6月11日	WDF Vol.1 開催（参加者 91 名） 以降、年4回のペースでの開催になる
- 2012年 6月16日	実行委員会 2名を増員し 4名での運営になる
- 2013年 4月26日	特定非営利活動法人 Web Directors Forumとして法人化

## 開催実績
- WDF Vol.1	2011年6月11日	91名
- WDF Vol.2	2011年9月10日	61名
- WDF Vol.3	2011年12月10日	57名
- WDF Vol.4	2012年3月10日	59名
- WDF Vol.5	2012年6月16日	69名
- Coda 2 勉強会 in 石川	2012年6月17日	13名
- WDF Vol.6	2012年9月8日	58名
- WDF Vol.7	2012年12月8日	62名
- WDF Vol.8	2013年3月9日	64名
- WDF Vol.9	2013年6月22日	65名
- UX Kanazawa Vol.5	2013年9月7日	24名
- WDF Vol.10	2013年9月21日	15名
- WDF Vol.11	2013年11月16日	34名
- WDF Vol.12	2013年12月7日	55名
- WordBench 石川 Vol.2	2013年12月9日	36名
- WordBench 石川 Vol.3（いしかわITフェスティバル内）	2014年3月21日	20名
- UX Kanazawa Vol.6（いしかわITフェスティバル内）	2014年3月21日	40名
- WDF Vol.13（いしかわITフェスティバル内）	2014年3月21日	50名
- WDF Vol.14	2014年6月14日	45名
- WDF Vol.15	2014年9月13日	58名
- WDF × HTML5 fun	2014年9月27日	35名
- WDF研修「Webディレクター向けスキルアップワークショップ 」	2014年10月25日	12名
- WDF研修「UXデザインプロセスを活用したコンテンツの評価方法 」	2014年11月15日	14名
- WDF Vol.16	2014年12月20日	59名
- 『10倍ラクするIllustrator仕事術』出版記念セミナー in 金沢	2015年3月12日	29名
- WDF Vol.17 with HTML5 Experts.jp	2015年3月14日	44名
- WDF Vol.18	2015年6月13日	57名
- WDF Vol.19	2015年9月12日	55名
- WDF Vol.20	2015年12月19日	45名
- WDF研修「半歩先のSEOで効率よく結果を出そう」	2016年1月16日	42名
- WDF Vol.21	2016年3月12日	28名
- WDF Vol.22	2016年6月11日	46名
- WDF Vol.23	2016年9月10日	41名
- WDF Vol.24	2016年12月10日	42名

## 関連リンク
- 特定非営利活動法人 Web Directors Forum